# Ellipse (geometri)
 For alternative betydninger, se ellipse (flertydig). (Se også artikler, som begynder med ellipse)
En ellipse er en plan kurve. Populært sagt en cirkel, der er blevet mast flad. Mere præcist er den det geometriske sted for alle de punkter, fra hvilke summen af afstandene til to såkaldte brændpunkter er konstant. Som sådan er det en generalisering af en cirkel som er en speciel type ellipse hvor de to brændpunkter er samme sted. En ellipses form – hvor langstrakt den er – bliver karakteriseret af dens excentricitet som et tal som kan have værdier fra 0 (for en cirkel) til vilkårligt tæt på, men ikke lig 1.
Ellipsen er et af de tre såkaldte keglesnit: Hvis man skærer en kegle med en plan i en vis skrå vinkel, bliver skæringskurven en ellipse.
Ophavsmanden til betegnelsen ellipse er Apollonius.

## Linjer og punkter i og omkring en ellipse
Visse linjer og punkter spiller en særlig rolle for ellipsen, og har således fået entydige navne:
1. Brændpunkter: Kan siges at være for ellipsen, hvad centrum er for en cirkel.
2. Brændstråler: Linjer fra brændpunkterne (1) til et vilkårligt punkt på ellipsen. Uanset hvilket punkt det drejer sig om, vil summen af brændstrålernes længder være lig med storaksens (5) længde.
3. Lilleaksen: Spænder over ellipsen midt mellem brændpunkterne, vinkelret på storaksen.
4. Parameter: Linjestykke der skærer storaksen (5) vinkelret gennem et af brændpunkterne (1) og afgrænses af ellipsekurven.
5. Storaksen: Spænder over ellipsen, hvor denne er bredest, og afgrænses af de to toppunkter (7)
6. Tangent: Linje der tangerer ellipsens periferi i et vilkårligt såkaldt røringspunkt. Tangenten halverer den udvendige vinkel mellem brændstrålerne i dette punkt.
7. Toppunkter: Storaksens to endepunkter i hvilke ellipsens krumning er størst.

## Ligninger og beregninger for en ellipse
I beregninger og ligninger vedrørende ellipser bruger man ofte tallene {\displaystyle a} og {\displaystyle b} for halvdelen af hhv. storaksens og lilleaksens længde. Således er fx ellipsens areal {\displaystyle A} givet ved:

{\displaystyle A=\pi \cdot a\cdot b}
Længden af parameteren {\displaystyle p} (nr. 4 på tegningen) er givet ved:

{\displaystyle p=2\cdot {\frac {b^{2}}{a}}}

### Excentricitet
Ellipsens såkaldte excentricitet {\displaystyle e} er lig med afstanden mellem brændpunkterne, divideret med hele storaksens længde. Excentricitettallet ligger altid mellem 0 og 1, mere præcist gælder 0 ≤ e < 1. I specialtilfældet e = 0 er ellipsen en cirkel. Værdier nær 1 svarer til meget smalle og langstrakte ellipser.
Man kan også beregne excentriciteten ud fra den halve stor- og lilleakse:

{\displaystyle e={\sqrt {1-{\frac {b^{2}}{a^{2}}}}}}

### Ellipser i et koordinatsystem
Hvis en ellipse indtegnes i et koordinatsystem sådan at ellipsens akser er parallelle med koordinatsystemets akser, kan man opstille ligninger der tilfredsstilles af koordinaterne til punkter {\displaystyle (x,y)} på ellipsekurven:
Hvis ellipseakserne skærer hinanden i origo, gælder:

{\displaystyle {\frac {x^{2}}{a^{2}}}+{\frac {y^{2}}{b^{2}}}=1}

hvor {\displaystyle a} og {\displaystyle b} er halvdelen af hhv. stor- og lilleaksens længde.
Man kan beskrive samme ellipse ud fra den halve storakse {\displaystyle a} og excentriciteten {\displaystyle e} som:
{\displaystyle y^{2}=(1-e^{2})\cdot (a^{2}-x^{2})}
Er en ellipses akser parallelle med koordinatsystemets akser og skærer hinanden i et punkt {\displaystyle (x_{0},y_{0})}, gælder:

{\displaystyle {\frac {(x-x_{0})^{2}}{a^{2}}}+{\frac {(y-y_{0})^{2}}{b^{2}}}=1}
De fire konstanter for en ellipse (den halve storakses længde {\displaystyle a}, den halve lilleakses længde {\displaystyle b}, excentriciteten {\displaystyle e} og parameterens længde {\displaystyle p}) kan sammenfattes i ellipsens såkaldte konstantligning:

{\displaystyle 1-e^{2}={\frac {b^{2}}{a^{2}}}={\frac {p}{2\cdot a}}}

## Ellipsen i fysikken
Hvis man forestiller sig at indersiden af ellipsekurven er en spejlblank overflade, og anbringer en lyskilde i det ene brændpunkt, så vil alle lysstråler fra kilden blive kastet tilbage mod det andet brændpunkt. Og eftersom ellipser er de eneste geometriske kurver der har denne egenskab, kan denne beskrivelse bruges som en alternativ definition på hvad en ellipse er.
Denne egenskab bruges i det apparat, som bruges til fjernelse af nyresten. Der er en ultralydskilde i en ellipsoides ene brændpunkt, og afstanden justeres, så nyrestenen er i det andet. Den koncentrerede ultralyd knuser nyrestenen.
Johannes Kepler opdagede at himmellegemer i lukkede kredsløb om hinanden følger ellipseformede baner – dette er den første af Keplers tre love. Se også Himmelmekanik.